# Mala Pisanica
Mala Pisanica – wieś w Chorwacji, w żupanii bielowarsko-bilogorskiej, w gminie Veliki Grđevac. W 2011 roku liczyła 192 mieszkańców.